# Ятрань (творчий колектив)
Заслужений ансамбль народного танцю України «Ятрань» — заслужений творчий танцювальний колектив з Кропивницького.

## З історії та сьогодення
Створений у 1949 році в Кіровограді ансамбль народного танцю України «Ятрань» своє ім'я взяв у річки Ятрань, про яку співається у відомій, популярній в Україні, пісні «Там, де Ятрань круто в'ється».
Розквіт колективу пов'язаний з іменем видатного хореографа, Народного артиста України, почесного громадянина міста Кіровограда А. М. Кривохижі, що керував ансамблем у 1957—86 роках.
У 1964 році, відзначаючи великий внесок ансамблю в справу популяризації українського танцю, Верховна Рада України присвоїла йому почесне звання «заслужений».
«Ятрань» — лауреат багатьох міжнародних фестивалів та конкурсів. Гастролював у багатьох країнах світу, особлива активність у гастрольній діяльнсоті припала на 1980-і роки.
Останній художній керівник колективу — заслужений працівник культури України Василь Босий. Незмінним диригентом оркестру ансамблю лишався заслужений працівник культури України Микола Кваша.
У 2-й половині 2000-х років Заслужений ансамбль народного танцю України «Ятрань» через відсутність фінансування й брак перспектив зростання припинив своє існування.